# San Mauro Pascoli
San Mauro Pascoli is een gemeente in de Italiaanse provincie Forlì-Cesena (regio Emilia-Romagna) en telt 11.495 inwoners (31-12-2012). De oppervlakte bedraagt 17,4 km2, de bevolkingsdichtheid is 662 inwoners per km2.

## geschiedenis
De gemeente werd voor het eerst vermeld in een document uit 1191 als Fundum Sancti Mauri.
In 1247, het kasteel van San Mauro en van Giovedia werd als bruidsschat gegeven aan de adellijke familie van Rimini. In de 15e eeuw kreeg men het statuut van gemeente van deze familie.
In 1827 werd het een onafhankelijke gemeente.
Tot in 1932 noemde de gemeente San Mauro di Romagna. De naamswijziging kwam er onder invloed van en als eerbetoon aan de poëet Giovanni Pascoli, die in 1855 in de gemeente geboren is.
De gemeente werd volledig vernield in de Tweede Wereldoorlog.

## Demografie
San Mauro Pascoli telt ongeveer 3829 huishoudens. Het aantal inwoners steeg in de periode 1991-2001 met 18,1% volgens cijfers uit de tienjaarlijkse volkstellingen van ISTAT. In 2012 telde men 1.483 inwoners van niet Italiaanse afkomst.
| Jaar | Inwoneraantal |
| ---- | ------------- |
| 1981 | 7185          |
| 1991 | 7986          |
| 2001 | 9435          |
| 2011 | 11090         |

## Geografie
De gemeente ligt op ongeveer 27 m boven zeeniveau.
San Mauro Pascoli grenst aan de volgende gemeenten: Bellaria-Igea Marina, Gatteo, Rimini, Santarcangelo di Romagna, Savignano sul Rubicone.
De gemeente ligt op 353 km van Rome en 108 km van Bologna

## economie
De gemeente kent een sterke industrie die grotendeels gebaseerd is op de fabricatie van schoenen. De gemeente kent vele familiale kleine ondernemingen die schoenen produceren of gelinkt zijn aan deze bezigheid.

## Bezienswaardigheden

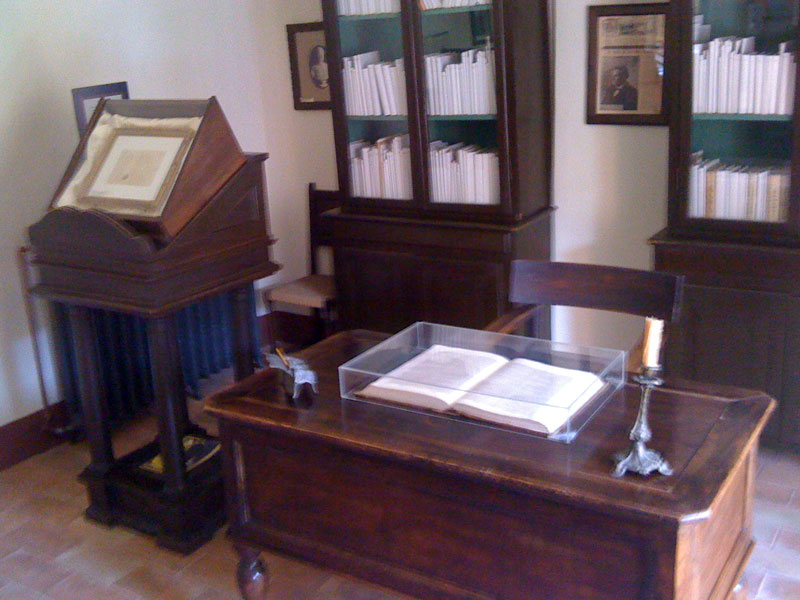
Studio-pascoli, het geboortehuis van de Italiaanse poëet Giovanni Pascoli

- Het geboortehuis van de poëet Giovanni Pascoli herbergt het museum Casa Pascoli
- Het mausoleum van de familie Pascoli op de gemeentelijke begraafplaats
- De kapel Capella della Madonna dell'Acqua, gebouwd in 1616 voor de vicaris van Rimini
- Restanten van een Romeinse steenbakkersoven, ontdekt tijdens het uitgraven van het kanaal Emilien Romagnol

## Bekende inwoners van San Mauro Pascoli
- Giovanni Pascoli (1855-1912), poëet
- Sauro Pazzaglia (1954-1981), motorcoureur
- Giuseppe Zanotti (1957), designer